# Amphoe Pang Sila Thong

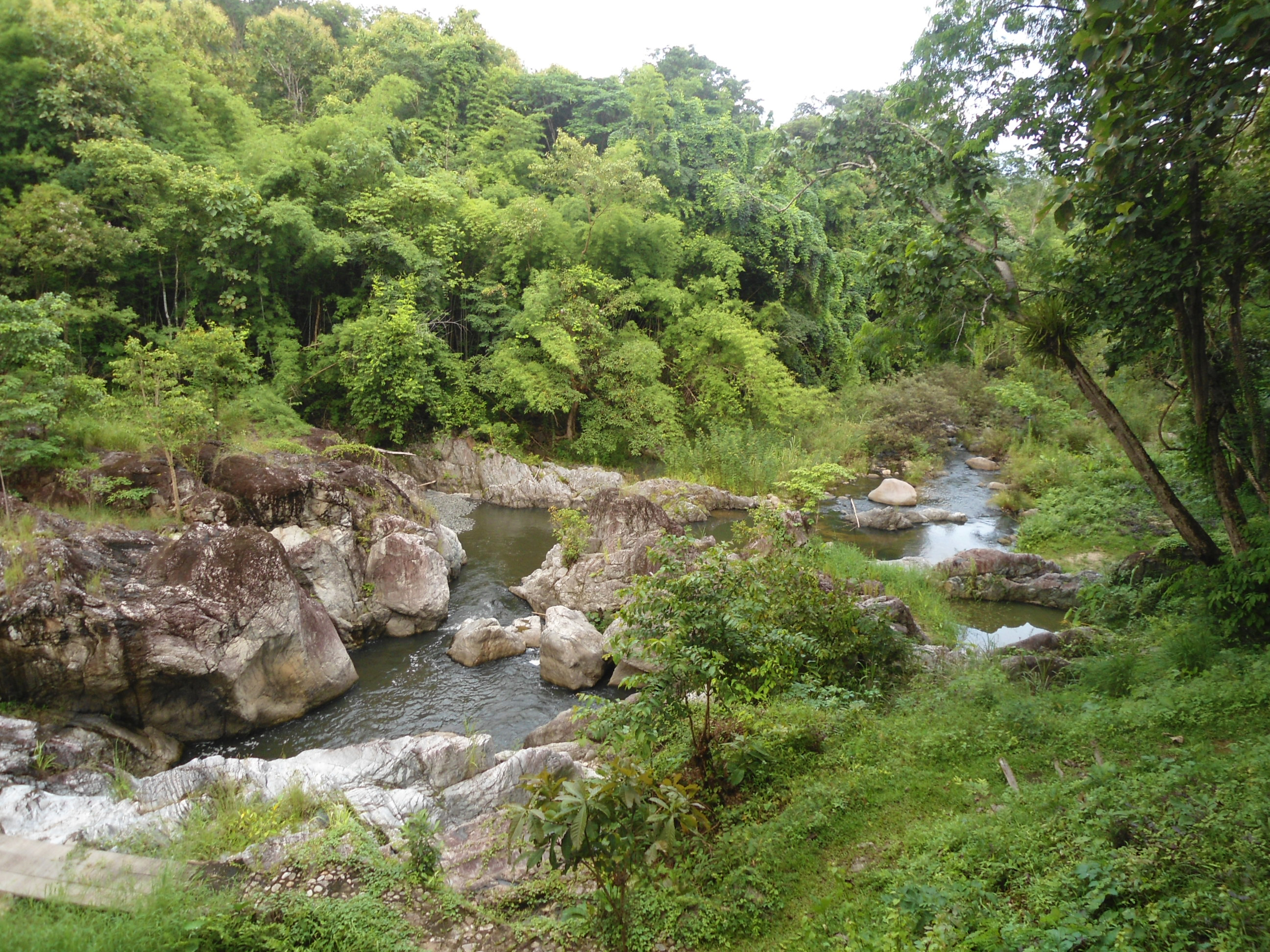
Khlong-Khlung-Bach im nördlichen Teil des Nationalparks Mae Wong, Amphoe Pang Sila Thong

Amphoe Pang Sila Thong (Thai: อำเภอ ปางศิลาทอง) ist ein Landkreis (Amphoe – Verwaltungs-Distrikt) im Südwesten der Provinz Kamphaeng Phet. Die Provinz Kamphaeng Phet liegt in der Nordregion von Thailand. 

## Geographie
Die benachbarten Amphoe sind vom Norden aus gesehen: Khlong Lan, Khlong Khlung und Khanu Woralaksaburi in der Provinz Kamphaeng Phet sowie Amphoe Mae Wong in der Provinz Nakhon Sawan und Amphoe Umphang in der Provinz Tak.
In diesem Bezirk liegt der nördliche Teil des Nationalparks Mae Wong.

## Geschichte
Pang Sila Thong wurde am 31. Mai 1993 zunächst als „Zweigkreis“ (King Amphoe) eingerichtet, indem die Tambon Pang Ta Wai, Hin Dat und Pho Thong von dem Kreis Khlong Khlung abgespalten wurden. 
Am 11. Oktober 1997 wurde der Unterbezirk zum Amphoe heraufgestuft.
Der Name Pang Sila Thong steht für die drei Tambon, aus denen der Landkreis besteht - Pang für Pang Ta Wai, Sila für Hin Dat und Thong für Pho Thong.

## Verwaltung

### Provinzverwaltung
Der Landkreis Pang Sila Thong ist in drei Tambon („Unterbezirke“ oder „Gemeinden“) eingeteilt, die sich weiter in 42 Muban („Dörfer“) unterteilen.
| Nr. | Name        | Thai    | Muban | Einw.  |
| --- | ----------- | ------- | ----- | ------ |
| 01. | Pho Thong   | โพธิ์ทอง  | 17    | 11.680 |
| 02. | Hin Dat     | หินดาต   | 14    | 10.510 |
| 03. | Pang Ta Wai | ปางตาไว | 11    | 08.300 |

### Lokalverwaltung
Es gibt keine Städte (Thesaban) im Landkreis.
Im Landkreis gibt es drei „Tambon-Verwaltungsorganisationen“ (องค์การบริหารส่วนตำบล – Tambon Administrative Organizations, TAO)
- Pho Thong (Thai: องค์การบริหารส่วนตำบลโพธิ์ทอง) bestehend aus dem kompletten Tambon Pho Thong.
- Hin Dat (Thai: องค์การบริหารส่วนตำบลหินดาต) bestehend aus dem kompletten Tambon Hin Dat.
- Pang Ta Wai (Thai: องค์การบริหารส่วนตำบลปางตาไว) bestehend aus dem kompletten Tambon Pang Ta Wai.